# Die Brücke
Pour les articles homonymes, voir Die Brücke (homonymie).
 (septembre 2021).
Si vous disposez d'ouvrages ou d'articles de référence ou si vous connaissez des sites web de qualité traitant du thème abordé ici, merci de compléter l'article en donnant les références utiles à sa vérifiabilité et en les liant à la section « Notes et références ».

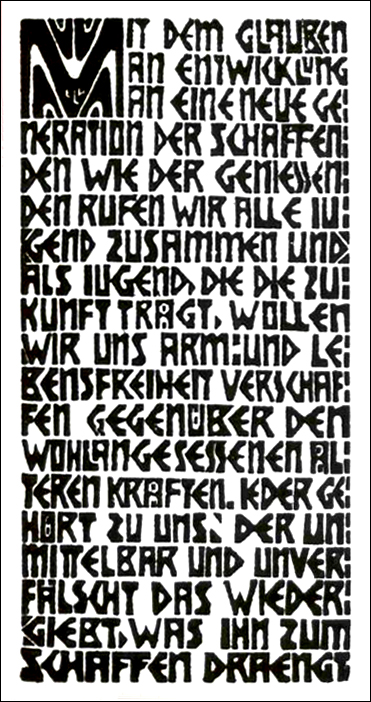
Manifeste du mouvement expressionniste Die Brücke, bois gravé d’Ernst Ludwig Kirchner, 1906, Brücke-Museum, Berlin.

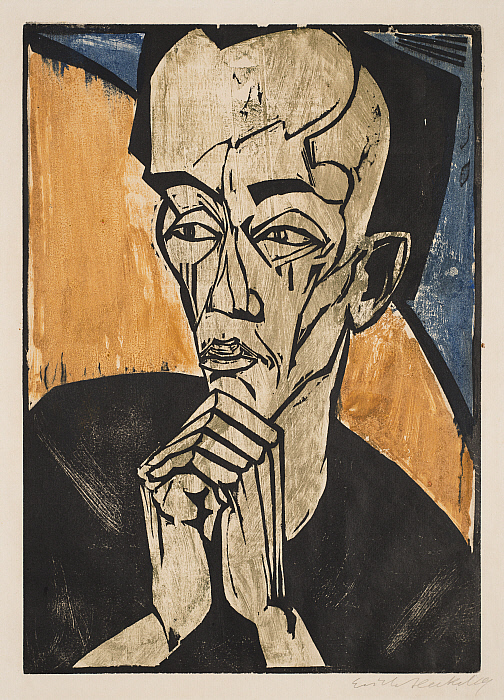
Portrait d'homme. Erich Heckel. Gravure sur bois en noir sur zyngographie en couleurs. Vers 1918.

Die Brücke (Le Pont) est un groupe d'artistes allemands expressionnistes formé à Dresde le 7 juin 1905.
Les premiers membres, quatre étudiants en architecture issus du Jugendstil, influencés par Hermann Obrist étaient Ernst Ludwig Kirchner (1880-1938), Erich Heckel (1883-1970), Fritz Bleyl (1880-1966), Karl Schmidt-Rottluff (1884-1976).

L'origine du nom du groupe provient d'une phrase du prologue du poème philosophique Ainsi parlait Zarathoustra (Also sprach Zarathustra) de Friedrich Nietzsche : 
« Was gross ist am Menschen, das ist, dass er eine Brücke und kein Zweck ist: was geliebt werden kann am Menschen, das ist, dass er ein Übergang und ein Untergang ist. »
— Also sprach Zarathustra, Friedrich Nietzsche

« La grandeur de l'homme, c'est qu'il est un pont et non une fin : ce que l’on peut aimer en l'homme, c’est qu’il est un passage et un déclin »
Emil Nolde (1867-1956) et Max Pechstein (1881-1955) s'y sont associés en 1906, et Otto Mueller (1874-1930) en 1910. Le fauve Kees van Dongen se rapprocha également du groupe et fut ainsi l'intermédiaire entre le groupe et ses amis français.
Die Brücke fut l'un des deux groupes fondamentaux de peintres expressionnistes allemands, l'autre étant Der Blaue Reiter (Le Cavalier bleu) formé à Munich en 1911.

## Le groupe
Die Brücke veut détruire les vieilles conventions. Selon Kirchner, il ne faut pas s'imposer de règles. L'inspiration doit couler librement afin de donner l'immédiateté de l'expression selon les émotions et la conscience subjective de l'artiste, encourageant ainsi un dessin rapide, des couleurs vives, pures ou peu mélangées. Le groupe se préoccupe moins des aspects formels, le séparant ainsi du fauvisme de Matisse ou Braque. Pour ces Allemands, le contenu est plus important que la forme. La charge de critique sociale qu'ils ajoutèrent à leurs œuvres leur valut des attaques de la critique conservatrice qui les accusa d'être un danger pour la jeunesse allemande.
Le manifeste qu'ils publient sous forme de xylogravure en 1906 résume ces principes. Il dit littéralement : « Avec la croyance dans le développement d'une nouvelle génération de créateurs et de jouisseurs, nous appelons tous les jeunes à se rassembler et, en tant que jeunes qui portent l'avenir, nous voulons nous assurer une liberté de mouvement et de vie face aux forces âgées bien établies. Celui qui exprime directement et authentiquement ce qui le pousse à créer fait partie de nous. ».
Pour le manifeste de groupe d’artistes, Kirchner a conçu en 1906 une figure fortement abstraite, taillée dans le bois, inspirée de l’artisanat de la région de Fungom au Cameroun. Même dans son œuvre ultérieure, Kirchner a été fortement influencé par les styles artistiques du Cameroun.
Les membres de Die Brücke s'isolèrent d'eux-mêmes dans un quartier ouvrier de Dresde et développèrent un style basé sur les couleurs vives, violemment opposées, les formes tourmentées, les images violentes et une influence du primitivisme. Le nu, symbole de l'état paradisiaque initial, est leur motif préféré. Mais ils peignent tous les sujets classiques comme les paysages, natures mortes ou portraits, surtout des décors urbains. Ils ont une certaine attirance pour l'art primitif. Les contrastes spectaculaires des blancs et noirs de leurs gravures sur bois, une technique qu'ils remirent au goût du jour, sont particulièrement saisissants.
La dissolution du groupe, conséquence des divergences claires entre ses membres, est annoncée en 1913 dans le catalogue de la dernière exposition Chronik der Brücke. Un autre groupe lui succède en 1919, Die Dresdner Sezession, avec entre autres le peintre Conrad Felixmüller.

## Les artistes
Kirchner fut considéré comme le peintre représentant le mieux Die Brücke. Il fut un artiste hypersensible qui retraça les rues et la vie urbaine de Berlin dans des formes nouvelles et originales. Son style artistique était caractérisé par des couleurs vives, des lignes audacieuses et des formes déformées, souvent utilisées pour représenter des scènes urbaines, des nus et des paysages. Ses œuvres étaient souvent chargées d’une tension émotionnelle et d’une anxiété qui reflétaient les bouleversements sociaux et politiques de l’époque comme dans L'École de danse (1914).
Emil Nolde, bien qu'il quitte le groupe en 1911, est également considéré comme un des plus grands représentants du groupe. Influencé par le Belge James Ensor et par Vincent van Gogh, il se sent fortement attiré par le primitivisme noir et le mythe du sauvage. Sa recherche du paradis s'orienta plus vers une concrétion du primordial plutôt que vers des rêveries, faisant ainsi de son sentiment tragique de la nature et de son inspiration, de caractère psychologique et instinctive, les éléments qui firent de lui le peintre expressionniste par excellence.  Vers 1909, et après une grave maladie, il commence à peindre des tableaux de thèmes religieux dans lesquels il exprime son inspiration mystique.
Frédéric Fiebig est aussi considéré par Maurice Rheims comme un représentant du groupe, bien qu'il n'en soit pas un membre officiel. Il peindra aux frontières de l'impressionnisme et de l'expressionnisme dans des formes nouvelles et géométriques associant des couleurs vives et ternes.
Ils pratiquent également la gravure dont ils réhabilitent une technique médiévale : la gravure sur bois de « fil » qui permet de créer des compositions brutes et schématiques propres à leur style. On retrouve ce style particulier dans certaines œuvres comme Tête de pêcheur VII de Pechstein ou Fränzi allongée de Heckel.

## La réception
Ils reçoivent tout d'abord de nombreuses critiques de la part des autres professionnels de l'art. En 1914, P. Fechter écrit Der Expressionnismus et les qualifie pour la première fois d'expressionnistes, terme qui restera dans l'historiographie alors qu'il n'a jamais été utilisé par les protagonistes du groupe. Die Brücke connait une certaine notoriété dans l'entre-deux-guerres avant d'être condamnée par les nazis dans le cadre de l'exposition de 1937 sur « l'art dégénéré ».
Le groupe d'artiste a reçu des critiques plus récentes concernant leur appropriation d'œuvres d'art de cultures non-européennes. On les a notamment qualifiés de « primitivistes », terme aujourd'hui remis en question. L'exposition Whose Expression? Die Künstler der Brücke im kolonialen Kontext montrée au Brücke-Museum de Berlin en 2021 et 2022 abordait ces problématiques. Elle expliquait notamment que le groupe s'était formé dans un contexte où l'empire colonial allemand était un des plus importants d'Europe. Cela a permis aux artistes de s'approprier des formes et cultures de populations qu'ils considéraient comme inférieures. L'exposition posait la question de la différence entre inspiration et appropriation. De plus, leur engagement envers la gravure sur bois, la lithographie et d'autres techniques d'impression a contribué à revitaliser ces médiums et à les intégrer plus pleinement dans l'art moderne.